# Pax (zeiță)

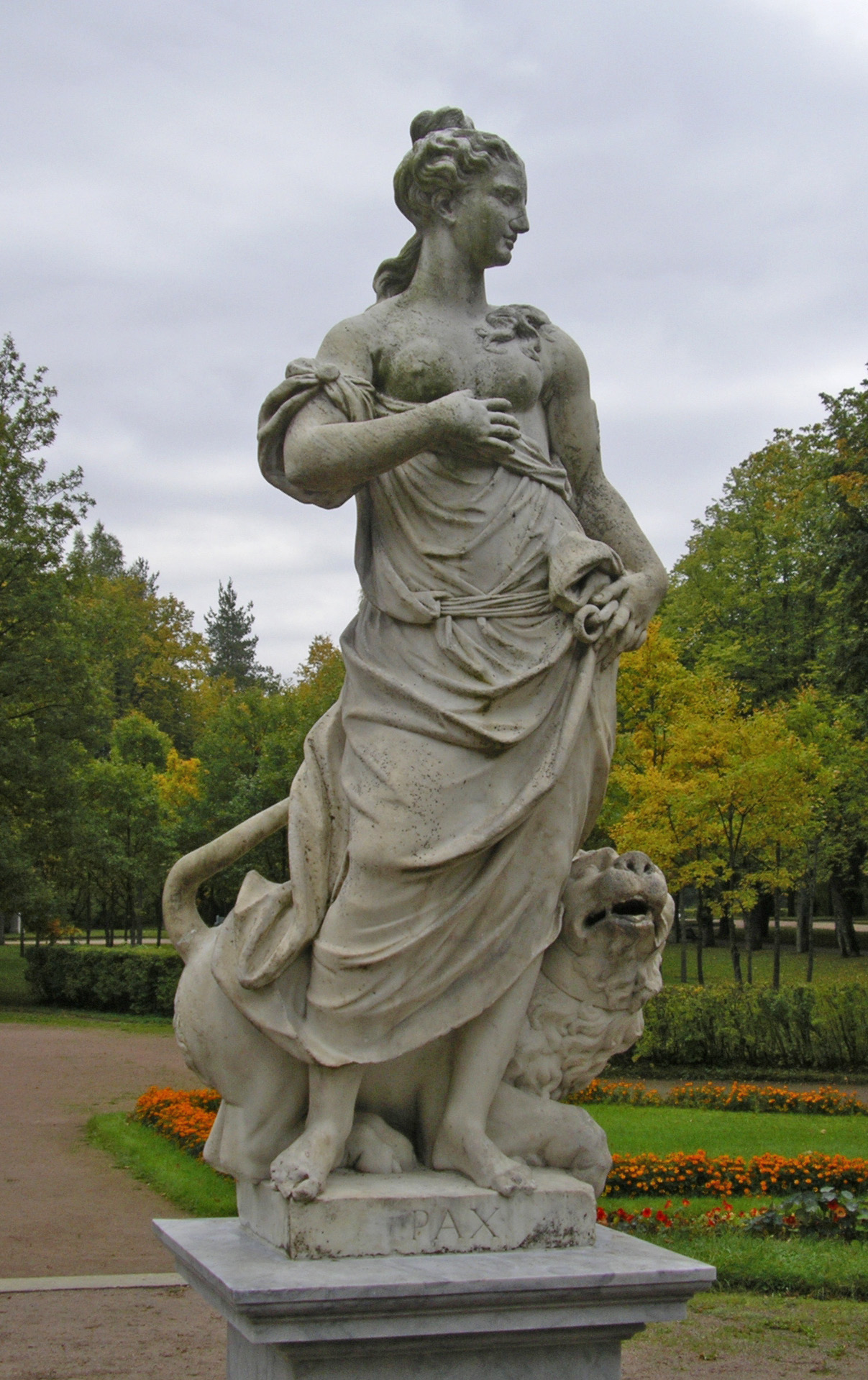
Statuie cu Pax

În mitologia romană Pax era zeița personificatoare a păcii.
La greci era denumită Eirene.